# Dörpe (Hückeswagen)
Dörpe ist eine Ortschaft in Hückeswagen im Oberbergischen Kreis im Regierungsbezirk Köln in Nordrhein-Westfalen (Deutschland).

## Lage und Beschreibung
Dörpe befindet sich im westlichen Hückeswagen unmittelbar an der Grenze zu Remscheid nahe dem größeren Stadtteil Wiehagen. Teile des Ortes befinden sich auf Remscheider Gebiet. Der Ort liegt an der Bundesstraße 237 (B237), von der hier die Zufahrtsstraße nach Niederdorp und Remscheid-Sonnenschein abzweigt.
Weitere Nachbarorte sind Busenberg, Dörpersteeg, Winterhagen, Remscheid-Siepen und Remscheid-Karlsruhe. In Dörpe mündet der Winterhagener Bach in den gleichnamigen Bach Dörpe. Das Bachtal der Dörpe ist sowohl auf Hückeswagener als auch Remscheider Gebiet unter Naturschutz gestellt.

## Geschichte
1189 wurde der Ort das erste Mal urkundlich erwähnt und zwar in einer „Verpfändung von Besitz u. a. Mühle in Duripe - durch Graf Heinrich v. Hückeswagen an Graf Engelbert v. Berg“. Schreibweise der Erstnennung: Duripe.
Dörpe wurde bis 2004 durch den sehr hohen Bahndamm der stillgelegten Wippertalbahn zwischen Remscheid-Bergisch Born und Marienheide (Kursbuchstrecke KBS412) optisch dominiert. Im Sommer 2004 wurde der Bahndamm großflächig abgetragen und der Tunnel der B237 durch den Bahndamm freigelegt, um diese Engstelle zu beseitigen.

## Wander- und Radwege
Folgende Wanderwege führen durch den Ort:
- der Röntgenweg (Wanderweg rund um Remscheid)

## Ansichten

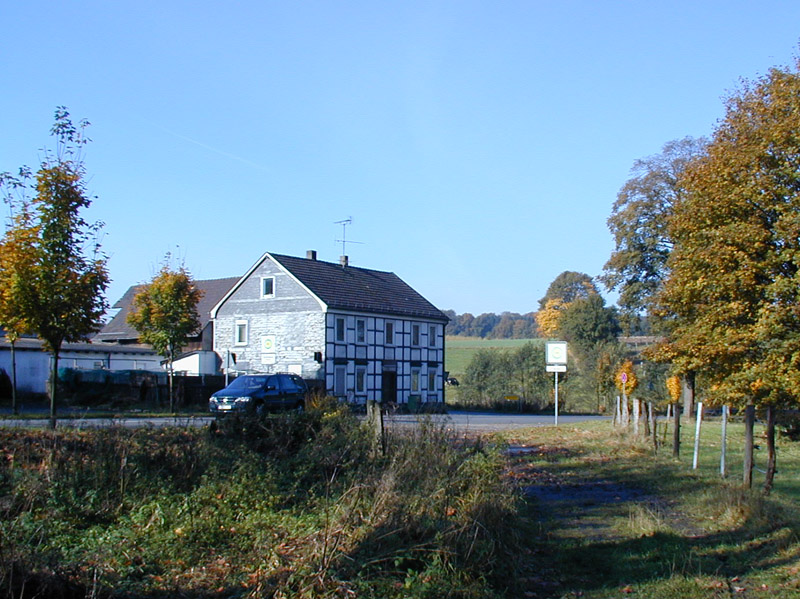
Ansicht von Dörpe
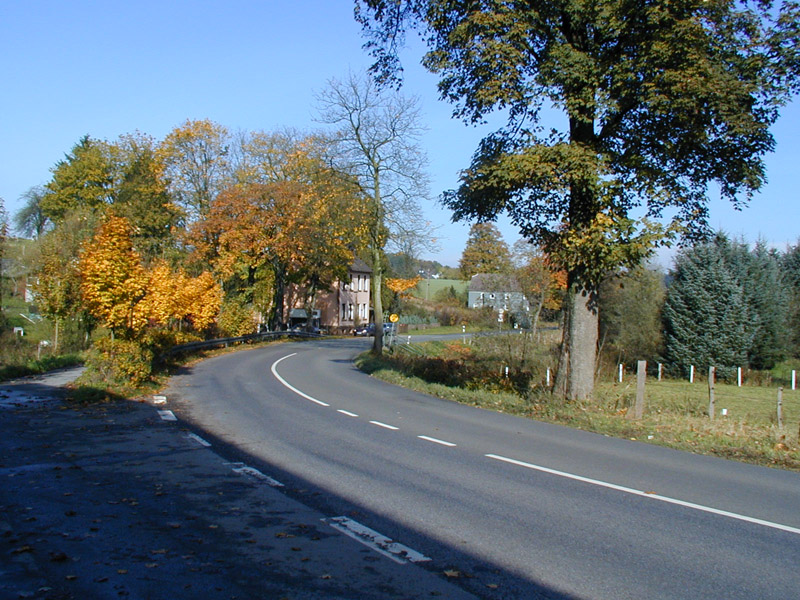
Der Remscheider Teil von Dörpe
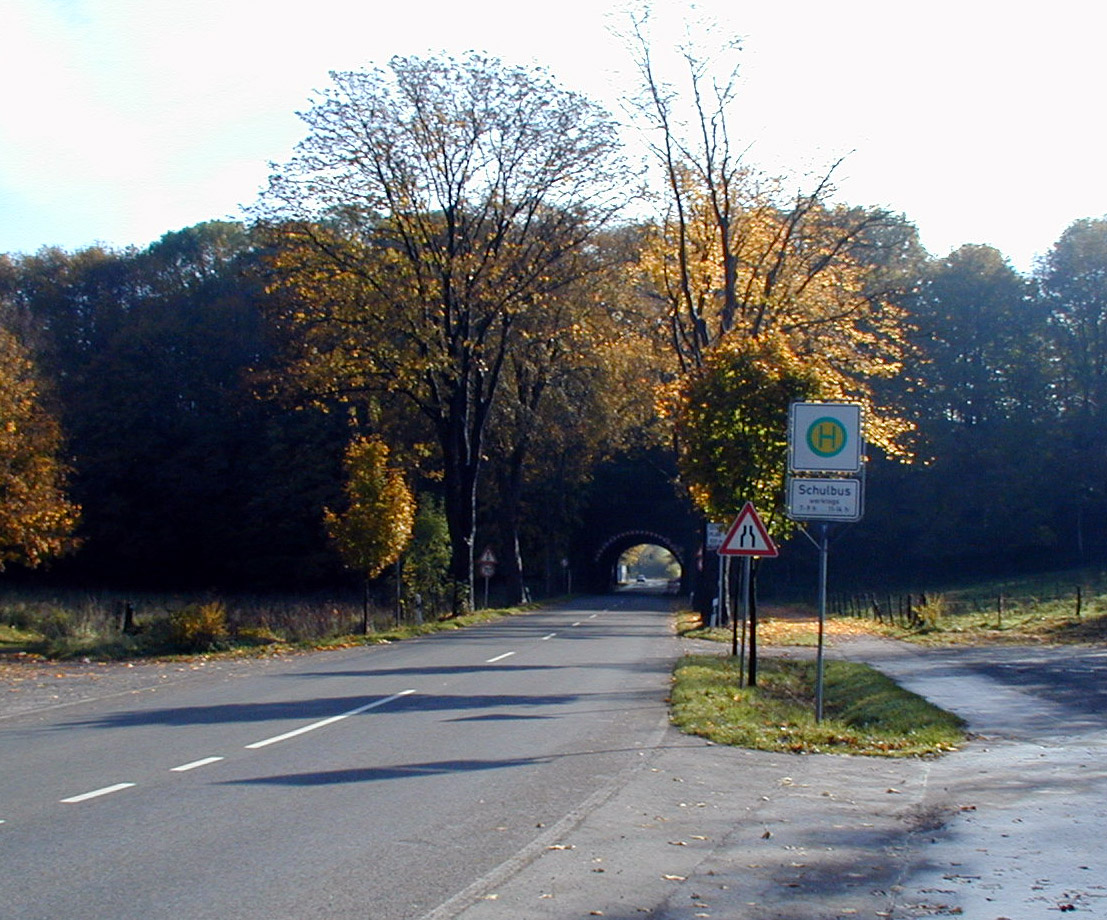
Der 2004 abgetragene Bahndamm
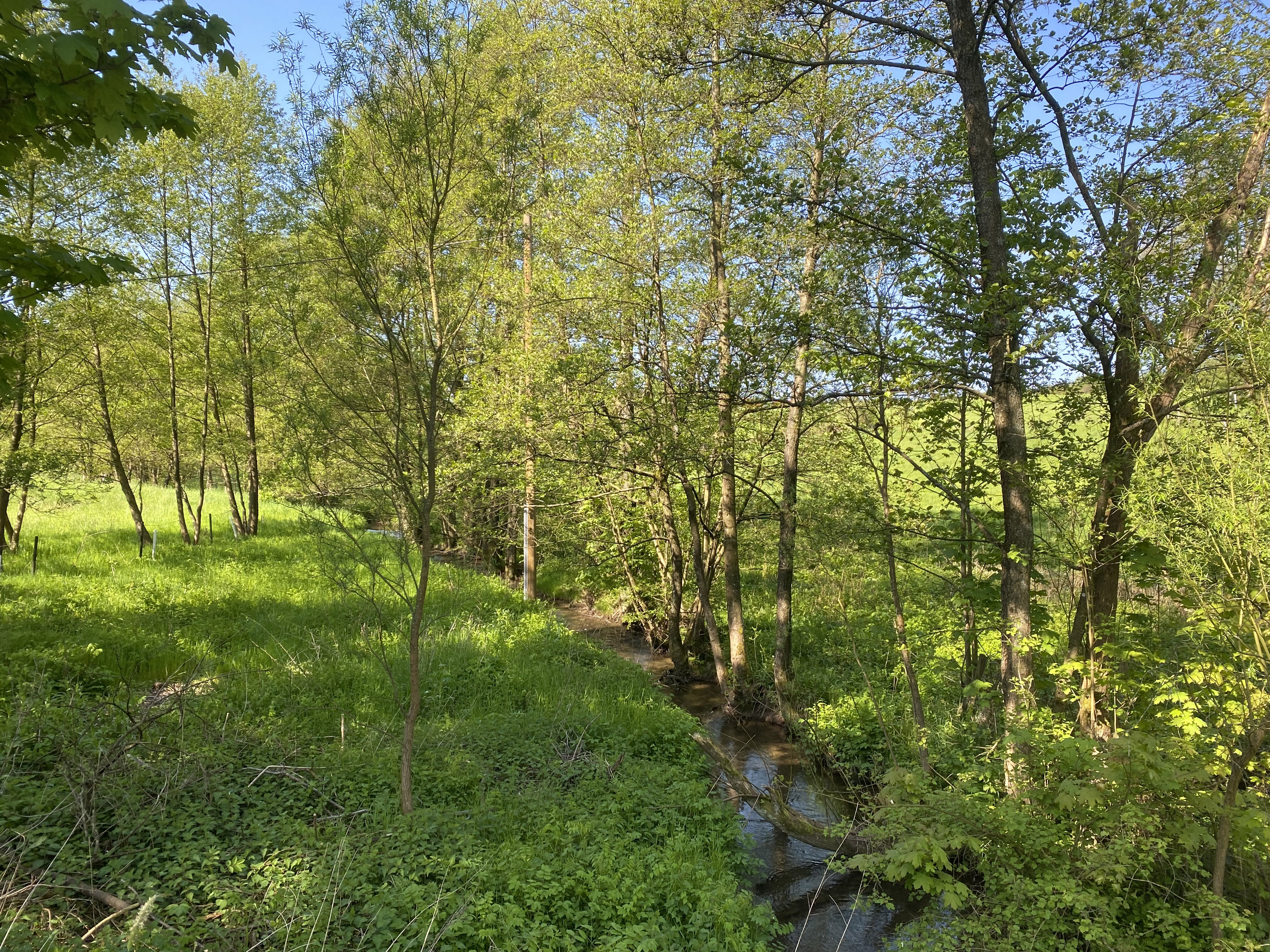
Dörpe bei Dörpe (NSG)